# Danijel Marčeta
Danijel Marčeta, slovenski nogometaš, * 4. januar 1989, Kranj.
Marčeta je nekdanji profesionalni nogometaš, ki je igral na položaju napadalnega vezista. V svoji karieri je igral za slovenske klube Triglav Kranj, Koper in Sava Kranj, srbski Partizan, škotski Falkirk in italijanski Virtus Lanciano. Skupno je v prvi slovenski ligi odigral 35 tekem in dosegel štiri gole. Bil je tudi član slovenske reprezentance do 18, 19, 20 in 21 let.